# Овертонський міст
Овертонський міст (або «Міст Овертон»; англ. Overtoun Bridge) — пішохідний міст розташований біля Дамбартона, Західний Данбартоншир, Шотландія. Розроблено інженером Генрі Ернстом Мілнером (1845-1906) і названий на честь особняка Овертон, розташованого поруч. Міст складається з трьох арок — великої центральної, попід якою тече річка Овертонський Борн, та двох менших арок по краях. Міст привернув до себе увагу міжнародних ЗМІ через велику кількість собак, які стрибали з моста і розбивалися на смерть. Перший випадок собачого суїциду зафіксовано в 1951 році, а вже до 1955 року їх налічувалося понад 50. За весь час існування моста з нього стрибала, в середньому, одна собака на місяць. У деяких випадках, якщо собаки виживали, то після відновлення вони стрибали з моста знову. Всі собаки стрибали в тому самому місці моста — між першим і другим прольотами з правого боку моста.

## Дослідження причин
Експерт «Шотландського товариства із запобігання жорстокому поводженню з тваринами» Девід Секстон вважає, що причиною такої незвичайної поведінки тварин є не містика, а звичайна природа тварин. У ході експерименту етолог виявив, що під мостом живуть у великій кількості миші та норки, і собаки просто біжать на їх запах.